# Code Michau
Pour les articles homonymes, voir Michau.
Le code Michau désigne l'ordonnance royale que signe le roi Louis XIII de France en 1629, par laquelle il s'efforce de réformer un nombre important de dispositifs légaux et sociaux de l'Ancien Régime. Le code Michau, publié le 15 janvier 1629, est une grande ordonnance de 461 articles rédigée par le garde des sceaux, Michel de Marillac.

## L'origine de l'ordonnance
L'ordonnance de 1629 est une vaste synthèse des textes adoptés aux états généraux de 1614 et des assemblées de notables de 1617 et 1626, envisageant tous les aspects du gouvernement.
En vertu de la déclaration royale de Louis XIII le 16 juin 1627, le Garde des Sceaux Michel de Marillac prépare une ordonnance qui aborde de nombreux sujets. Même si ce Code — appelé Code Michau dans le but de ridiculiser son auteur Michel de Marillac, entré en disgrâce dès 1630 — n'est que partiellement appliqué, une volonté codificatrice s'est mise en place.

## Le contenu du code
Le code Michau est publié comme : « Ordonnance du roy Louis XIII sur les plaintes et doléances faittes par les députés des Estats de son royaume convoqués et assemblés en la ville de Paris en 1614, publiée au Parlement le 15 janvier 1629. l'imprimeur de cet ouvrage in-8º de 303 pages est A. Estienne, à Paris. »

### L'encouragement des activités commerciales
Le code Michau permet aux nobles de se consacrer à des entreprises commerciales et maritimes sans déroger — c'est-à-dire sans perdre leur qualité de noble. 
Dans le même temps, il autorise l'anoblissement des roturiers qui se consacrent avec réussite à ces entreprises pour avoir fait construire un navire de plus de 200 tonneaux et l'ayant armé au commerce pendant au moins cinq ans, et à tout marchand en gros ayant exercé les fonctions d'échevin ou de consul, ce qui amorce un bouleversement fondamental dans les structures sociales de l'Ancien Régime.
Le Code interdit toute exportation de marchandises françaises sous pavillon étranger et réserve aux Français le cabotage entre ports français, mesures qui seront reprises et appliquées par les Anglais dans les Actes de Navigation de Cromwell en 1651.

### L'organisation militaire
Sur l'ensemble du code, 123 articles traitent de l'organisation militaire : le recrutement, l'encadrement, la discipline, la logistique, la justice militaire, etc. Malgré les intentions pacifiques de Marillac, le code marque une étape importante dans la préparation de l'armée française à la guerre de Trente Ans. L'article 220 spécifie que :

« Quant à ce qui regarde les gens de guerre, tant de cheval que de pied, leur ordre et discipline, les guerres civiles ayant attiré après soy les désordres que commettent à présent la plupart d'iceux, et la licence de leur mal ayant produit une infinité de maux, auxquels les anciennes ordonnances militaires n'ont point pourvu, nous avons estimé à propos pour le bien de notre état, police de nos dits gens de guerre et soulagement de nos peuples d'y pourvoir par un nouveau règlement, sans déroger aux précédents pour ce qui est contraire à celui-ci, pour lequel nous avons statué, dit et ordonné, statuons, disons et ordonnons. »

### Le cadre juridique et social
Il traite de sujets très divers : l'administration de la justice, les donations, le mariage (obligation de se marier avec l'accord de ses parents), la légitimation, etc.

### Les institutions
L'ordonnance veut régler les problèmes d'enregistrement des actes royaux par les parlements en limitant au droit de remontrance (dans les six mois suivant la publication de la loi) les prétentions de ces derniers. 
Mais l'opposition la plus forte se manifeste contre l'article qui soumet toutes les terres du royaume à la « directe universelle du roi » sans preuve de leur allodialité. Ce qui fait fi de la maxime répandue en pays de droit écrit : « nul seigneur sans titre ».

## Les conséquences du code
Le refus d'enregistrement par les Parlements du midi est suivi, le 15 janvier 1629, d'un lit de justice, le Roi procédant à l'enregistrement forcé de la grande ordonnance de réformation du royaume. 
Ce travail de juriste privilégiant la réforme intérieure de l'État et la défense du catholicisme oppose Marillac à Richelieu, dont la politique est centrée avant tout sur la résolution des problèmes internationaux du temps. En 1629 et 1630, les deux hommes se livrent une guerre larvée : Richelieu encourage le Parlement à ne pas enregistrer le Code Michau ; Marillac s'oppose à l'intervention française au Piémont et à la guerre contre l'Espagne.
Les dispositions de l'ordonnance ne sont finalement pas appliquées et Michel de Marillac, très lié à la régente, tombe en disgrâce et finit ses jours enfermé au château de Châteaudun.
Le code Michau est toutefois annonciateur des grandes réformes à venir. Ce mouvement annonce les grandes ordonnances du Grand Siècle et la volonté unificatrice de Louis XIV.

#### Articles
- [Basdevant-Gaudemet 2007] Brigitte Basdevant-Gaudemet, « Le prince législateur en matière ecclésiastique : l'exemple du « Code Michau » (1629) », dans Jacqueline Hoareau-Dodinau, Guillaume Métairie et Pascal Texier (éd.), Le prince et la norme : ce que légiférer veut dire (actes des XXVIe Journées d'histoire du droit, organisées pat l'Institut d'anthropologique et tenues du 27 au 29 septembre 2006), Limoges, Presses universitaires de Limoges, coll. « Cahiers de l'Institut d'anthropologie juridique » (no 17), octobre 2007, 1re éd., 460 p., 16 × 24 cm (ISBN 978-2-84287-445-2, EAN 9782842874452, OCLC 276991420, BNF 41134866, SUDOC 119131927, présentation en ligne), p. 117-131.
- Lauriane Kadlec, « Le « Code Michau » : la réformation selon le garde des Sceaux Michel de Marillac », Les Dossiers du Grihl,‎ 13 juin 2012 (ISSN 1958-9247, lire en ligne, consulté le 1er février 2022)
- Hélène Fernandez, « L’historien, le code et l’ordonnance », Les Dossiers du Grihl, La Vie de Michel de Marillac et les expériences politiques du garde des sceaux,‎ 6 août 2012 (lire en ligne)

#### Ouvrage
- Stéphane Thion, Les armées françaises de la guerre de Trente Ans : L'armée française avant l'entrée en guerre (1617-1634), LRT Éditions, 2008 (1re éd. 2015), 176 p. (ISBN 978-2917747001, lire en ligne)